# Championship League 2022
La Championship League 2022 è il primo evento professionistico della stagione 2022-2023 di snooker, il primo valido per il Ranking, e la 19ª edizione di questo torneo, che si disputerà dal 28 giugno al 29 luglio 2022, presso la Morningside Arena di Leicester, in Inghilterra.
Il campione in carica era John Higgins, il quale ha scelto di non partecipare al torneo.

## Montepremi
Fase 1
- Primo posto: £3000
- Secondo posto: £2000
- Terzo posto: £1000

Fase 2
- Primo posto: £4000
- Secondo posto: £3000
- Terzo posto: £2000
- Quarto posto: £1000

Fase 3
- Primo posto: £6000
- Secondo posto: £4000
- Terzo posto: £2000
- Quarto posto: £1000

Finale
- Vincitore: £20000
- Finalista: £10000
- Totale: £328000

## Panoramica

### Aspetti tecnici
Il torneo si disputa per la terza edizione consecutiva e per la quarta in totale alla Morningside Arena di Leicester.
Come già accaduto in occasione delle edizioni di settembre-ottobre 2020 e luglio-agosto 2021, l'evento inaugura la stagione professionistica. Il torneo torna a svolgersi anche nel mese di giugno per la seconda volta nella sua storia, dopo l'edizione di giugno 2020.

### Aspetti sportivi
Viene riproposta la formula e il montepremi dell'edizione di settembre-ottobre 2020 e luglio-agosto 2021, che prevede 32 gironi formati da quattro giocatori per ognuno, dai quali solo il primo classificato approda alla fase successiva. Otto gruppi caratterizzeranno la seconda fase, la quale vede anch'essa il passaggio di un solo giocatore per ogni girone. I vincitori di questi vengono smistati in due ulteriori gruppi formati da quattro giocatori; i primi classificati accedono in finale.
Le posizioni del gruppo sono determinate, nell'ordine, dai punti conquistati (tre per ogni match vinto ed uno per il pareggio), dalla differenza tra i frames vinti e persi, e dai testa a testa tra i giocatori in parità. I posti che eventualmente rimangono ancora in parità, vengono quindi determinati dal break più alto realizzato nel girone.
Ogni incontro delle tre fasi a gironi ha una durata massima di quattro frame, mentre la finale è al meglio dei 5 frame.
La prima fase del torneo si disputa dal 28 giugno al 21 luglio, (suddivisa in quattro blocchi: dal 28 giugno al 1º luglio, dal 4 al 7 luglio, dall'11 al 14 luglio e dal 18 al 21 luglio), mentre la seconda e la terza – finale compresa – vengono programmate nel periodo 25-29 luglio.
L'evento è valevole per la classifica mondiale a differenza di quanto accaduto a partire dalla prima edizione, disputatasi nel 2008, fino all'edizione di giugno 2020, quella di gennaio-aprile 2021 e la 2021-2022, nelle quali la competizione non ha assegnato punti validi per il ranking.
Il vincitore del torneo ha il diritto di partecipare al Champion of Champions 2022.
Sono assenti al torneo Neil Robertson, John Higgins, Anthony McGill, Martin Gould, Ding Junhui, Fan Zhengyi, Liang Wenbó, Jamie O'Neill, Dean Young, Igor Figueiredo, Victor Sarkis, Stephen Hendry, Bai Langning, Mohammad Asif, Thanawat Thirapongpaiboon, i quali vengono sostituiti dai dilettanti Zhao Jianbo, Ross Muir, Steven Hallworth, Daniel Wells, Farakh Ajaib, Ian Martin, Kurt Maflin, Michael Holt, Haydon Pinhey.
Questo torneo rappresenta l'esordio fra i professionisti di Peng Yisong, Julien Leclercq, Jenson Kendrick, Ryan Thomerson, Rebecca Kenna, Anton Kazakov, Nutcharut Wongharuthai, nonché il ritorno a questo status di Thanawat Thirapongpaiboon dalla stagione 2015-2016, Adam Duffy dalla stagione 2017-2018, Sean O'Sullivan e Sanderson Lam dalla stagione 2018-2019, Michael White, Andy Lee e John Astley dalla stagione 2019-2020, David Lilley, Si Jiahui, Rod Lawler e James Cahill dalla stagione 2020-2021.

## Fase 1

### Gruppo 1
Data di gioco: 4 luglio 2022.
| N° | Giocatore             | M | V | N | P | FV | FP | DF | HB | Pt |
| -- | --------------------- | - | - | - | - | -- | -- | -- | -- | -- |
| 1  | Ronnie O'Sullivan     | 0 | 0 | 0 | 0 | 0  | 0  | 0  | 0  | 0  |
| 2  | Alexander Ursenbacher | 0 | 0 | 0 | 0 | 0  | 0  | 0  | 0  | 0  |
| 3  | Alfie Burden          | 0 | 0 | 0 | 0 | 0  | 0  | 0  | 0  | 0  |
| 4  | Farakh Ajaib          | 0 | 0 | 0 | 0 | 0  | 0  | 0  | 0  | 0  |

### Gruppo 2
Data di gioco: 19 luglio 2022.
| N° | Giocatore       | M | V | N | P | FV | FP | DF | HB | Pt |
| -- | --------------- | - | - | - | - | -- | -- | -- | -- | -- |
| 1  | Judd Trump      | 0 | 0 | 0 | 0 | 0  | 0  | 0  | 0  | 0  |
| 2  | Jamie Clarke    | 0 | 0 | 0 | 0 | 0  | 0  | 0  | 0  | 0  |
| 3  | Sean O'Sullivan | 0 | 0 | 0 | 0 | 0  | 0  | 0  | 0  | 0  |
| 4  | Peng Yisong     | 0 | 0 | 0 | 0 | 0  | 0  | 0  | 0  | 0  |

### Gruppo 3
Data di gioco: 7 luglio 2022.
| N° | Giocatore      | M | V | N | P | FV | FP | DF | HB | Pt |
| -- | -------------- | - | - | - | - | -- | -- | -- | -- | -- |
| 1  | Mark Selby     | 0 | 0 | 0 | 0 | 0  | 0  | 0  | 0  | 0  |
| 2  | Ben Woollaston | 0 | 0 | 0 | 0 | 0  | 0  | 0  | 0  | 0  |
| 3  | Zhang Jiankang | 0 | 0 | 0 | 0 | 0  | 0  | 0  | 0  | 0  |
| 4  | James Cahill   | 0 | 0 | 0 | 0 | 0  | 0  | 0  | 0  | 0  |

### Gruppo 4
Data di gioco: 29 giugno 2022.
| N° | Giocatore    | M | V | N | P | FV | FP | DF | HB  | Pt |
| -- | ------------ | - | - | - | - | -- | -- | -- | --- | -- |
| 1  | Zhao Xintong | 3 | 3 | 0 | 0 | 9  | 1  | +8 | 105 | 9  |
| 2  | Hammad Miah  | 3 | 1 | 1 | 1 | 5  | 6  | -1 | 57  | 4  |
| 3  | Michael Holt | 3 | 1 | 0 | 2 | 5  | 7  | -2 | 75  | 3  |
| 4  | Adam Duffy   | 3 | 0 | 1 | 2 | 3  | 8  | -5 | ?   | 1  |

### Gruppo 5
Data di gioco: 11 luglio 2022.
| N° | Giocatore     | M | V | N | P | FV | FP | DF | HB | Pt |
| -- | ------------- | - | - | - | - | -- | -- | -- | -- | -- |
| 1  | Mark Williams | 0 | 0 | 0 | 0 | 0  | 0  | 0  | 0  | 0  |
| 2  | Li Hang       | 0 | 0 | 0 | 0 | 0  | 0  | 0  | 0  | 0  |
| 3  | Andrew Pagett | 0 | 0 | 0 | 0 | 0  | 0  | 0  | 0  | 0  |
| 4  | Rory McLeod   | 0 | 0 | 0 | 0 | 0  | 0  | 0  | 0  | 0  |

### Gruppo 6
Data di gioco: 30 giugno 2022.
| N° | Giocatore     | M | V | N | P | FV | FP | DF | HB | Pt |
| -- | ------------- | - | - | - | - | -- | -- | -- | -- | -- |
| 1  | Michael Judge | 3 | 1 | 2 | 0 | 7  | 5  | +2 | 77 | 5  |
| 2  | Kyren Wilson  | 3 | 0 | 3 | 0 | 6  | 6  | 0  | 98 | 3  |
| 3  | Zhang Anda    | 3 | 0 | 3 | 0 | 6  | 6  | 0  | 66 | 3  |
| 4  | Luke Simmonds | 3 | 0 | 2 | 1 | 5  | 7  | -2 | 65 | 2  |

### Gruppo 7
Data di gioco: 19 luglio 2022.
| N° | Giocatore                 | M | V | N | P | FV | FP | DF | HB | Pt |
| -- | ------------------------- | - | - | - | - | -- | -- | -- | -- | -- |
| 1  | Shaun Murphy              | 0 | 0 | 0 | 0 | 0  | 0  | 0  | 0  | 0  |
| 2  | Liam Highfield            | 0 | 0 | 0 | 0 | 0  | 0  | 0  | 0  | 0  |
| 3  | Xu Si                     | 0 | 0 | 0 | 0 | 0  | 0  | 0  | 0  | 0  |
| 4  | non conosciuta (bandiera) | 0 | 0 | 0 | 0 | 0  | 0  | 0  | 0  | 0  |

### Gruppo 8
Data di gioco: 21 luglio 2022.
| N° | Giocatore       | M | V | N | P | FV | FP | DF | HB | Pt |
| -- | --------------- | - | - | - | - | -- | -- | -- | -- | -- |
| 1  | Jack Lisowski   | 0 | 0 | 0 | 0 | 0  | 0  | 0  | 0  | 0  |
| 2  | Mark Joyce      | 0 | 0 | 0 | 0 | 0  | 0  | 0  | 0  | 0  |
| 3  | Michael White   | 0 | 0 | 0 | 0 | 0  | 0  | 0  | 0  | 0  |
| 4  | Julien Leclercq | 0 | 0 | 0 | 0 | 0  | 0  | 0  | 0  | 0  |

### Gruppo 9
Data di gioco: 6 luglio 2022.
| N° | Giocatore     | M | V | N | P | FV | FP | DF | HB | Pt |
| -- | ------------- | - | - | - | - | -- | -- | -- | -- | -- |
| 1  | Barry Hawkins | 0 | 0 | 0 | 0 | 0  | 0  | 0  | 0  | 0  |
| 2  | Yuan Sijun    | 0 | 0 | 0 | 0 | 0  | 0  | 0  | 0  | 0  |
| 3  | Lei Peifan    | 0 | 0 | 0 | 0 | 0  | 0  | 0  | 0  | 0  |
| 4  | Ken Doherty   | 0 | 0 | 0 | 0 | 0  | 0  | 0  | 0  | 0  |

### Gruppo 10
Data di gioco: 1º luglio 2022.
| N° | Giocatore       | M | V | N | P | FV | FP | DF | HB | Pt |
| -- | --------------- | - | - | - | - | -- | -- | -- | -- | -- |
| 1  | Luca Brecel     | 0 | 0 | 0 | 0 | 0  | 0  | 0  | 0  | 0  |
| 2  | Robbie Williams | 0 | 0 | 0 | 0 | 0  | 0  | 0  | 0  | 0  |
| 3  | Oliver Brown    | 0 | 0 | 0 | 0 | 0  | 0  | 0  | 0  | 0  |
| 4  | Zhao Jianbo     | 0 | 0 | 0 | 0 | 0  | 0  | 0  | 0  | 0  |

### Gruppo 11
Data di gioco: 18 luglio 2022.
| N° | Giocatore                 | M | V | N | P | FV | FP | DF | HB | Pt |
| -- | ------------------------- | - | - | - | - | -- | -- | -- | -- | -- |
| 1  | Stuart Bingham            | 0 | 0 | 0 | 0 | 0  | 0  | 0  | 0  | 0  |
| 2  | Cao Yupeng                | 0 | 0 | 0 | 0 | 0  | 0  | 0  | 0  | 0  |
| 3  | Peter Lines               | 0 | 0 | 0 | 0 | 0  | 0  | 0  | 0  | 0  |
| 4  | non conosciuta (bandiera) | 0 | 0 | 0 | 0 | 0  | 0  | 0  | 0  | 0  |

### Gruppo 12
Data di gioco: 21 luglio 2022.
| N° | Giocatore                 | M | V | N | P | FV | FP | DF | HB | Pt |
| -- | ------------------------- | - | - | - | - | -- | -- | -- | -- | -- |
| 1  | Mark Allen                | 0 | 0 | 0 | 0 | 0  | 0  | 0  | 0  | 0  |
| 2  | Stuart Carrington         | 0 | 0 | 0 | 0 | 0  | 0  | 0  | 0  | 0  |
| 3  | Jenson Kendrick           | 0 | 0 | 0 | 0 | 0  | 0  | 0  | 0  | 0  |
| 4  | non conosciuta (bandiera) | 0 | 0 | 0 | 0 | 0  | 0  | 0  | 0  | 0  |

### Gruppo 13
Data di gioco: 28 giugno 2022.
| N° | Giocatore      | M | V | N | P | FV | FP | DF | HB  | Pt |
| -- | -------------- | - | - | - | - | -- | -- | -- | --- | -- |
| 1  | Aaron Hill     | 3 | 1 | 2 | 0 | 7  | 4  | +3 | 101 | 5  |
| 2  | David Grace    | 3 | 1 | 2 | 0 | 7  | 5  | +2 | 75  | 5  |
| 3  | Ben Hancorn    | 3 | 0 | 3 | 0 | 6  | 6  | 0  | 88  | 3  |
| 4  | Craig Steadman | 3 | 0 | 1 | 2 | 3  | 8  | -5 | 55  | 1  |

### Gruppo 14
Data di gioco: 18 luglio 2022.
| N° | Giocatore      | M | V | N | P | FV | FP | DF | HB | Pt |
| -- | -------------- | - | - | - | - | -- | -- | -- | -- | -- |
| 1  | Hossein Vafaei | 0 | 0 | 0 | 0 | 0  | 0  | 0  | 0  | 0  |
| 2  | Tian Pengfei   | 0 | 0 | 0 | 0 | 0  | 0  | 0  | 0  | 0  |
| 3  | Ng On-yee      | 0 | 0 | 0 | 0 | 0  | 0  | 0  | 0  | 0  |
| 4  | Ryan Thomerson | 0 | 0 | 0 | 0 | 0  | 0  | 0  | 0  | 0  |

### Gruppo 15
Data di gioco: 5 luglio 2022.
| N° | Giocatore     | M | V | N | P | FV | FP | DF | HB | Pt |
| -- | ------------- | - | - | - | - | -- | -- | -- | -- | -- |
| 1  | Ricky Walden  | 0 | 0 | 0 | 0 | 0  | 0  | 0  | 0  | 0  |
| 2  | Jackson Page  | 0 | 0 | 0 | 0 | 0  | 0  | 0  | 0  | 0  |
| 3  | Gerard Greene | 0 | 0 | 0 | 0 | 0  | 0  | 0  | 0  | 0  |
| 4  | Andy Lee      | 0 | 0 | 0 | 0 | 0  | 0  | 0  | 0  | 0  |

### Gruppo 16
Data di gioco: 20 luglio 2022.
| N° | Giocatore                 | M | V | N | P | FV | FP | DF | HB | Pt |
| -- | ------------------------- | - | - | - | - | -- | -- | -- | -- | -- |
| 1  | David Gilbert             | 0 | 0 | 0 | 0 | 0  | 0  | 0  | 0  | 0  |
| 2  | Joe O'Connor              | 0 | 0 | 0 | 0 | 0  | 0  | 0  | 0  | 0  |
| 3  | Zak Surety                | 0 | 0 | 0 | 0 | 0  | 0  | 0  | 0  | 0  |
| 4  | non conosciuta (bandiera) | 0 | 0 | 0 | 0 | 0  | 0  | 0  | 0  | 0  |

### Gruppo 17
Data di gioco: 14 luglio 2022.
| N° | Giocatore       | M | V | N | P | FV | FP | DF | HB | Pt |
| -- | --------------- | - | - | - | - | -- | -- | -- | -- | -- |
| 1  | Ali Carter      | 0 | 0 | 0 | 0 | 0  | 0  | 0  | 0  | 0  |
| 2  | Wu Yize         | 0 | 0 | 0 | 0 | 0  | 0  | 0  | 0  | 0  |
| 3  | Louis Heathcote | 0 | 0 | 0 | 0 | 0  | 0  | 0  | 0  | 0  |
| 4  | Kurt Maflin     | 0 | 0 | 0 | 0 | 0  | 0  | 0  | 0  | 0  |

### Gruppo 18
Data di gioco: 13 luglio 2022.
| N° | Giocatore    | M | V | N | P | FV | FP | DF | HB | Pt |
| -- | ------------ | - | - | - | - | -- | -- | -- | -- | -- |
| 1  | Matthew Selt | 0 | 0 | 0 | 0 | 0  | 0  | 0  | 0  | 0  |
| 2  | Dominic Dale | 0 | 0 | 0 | 0 | 0  | 0  | 0  | 0  | 0  |
| 3  | Duane Jones  | 0 | 0 | 0 | 0 | 0  | 0  | 0  | 0  | 0  |
| 4  | Daniel Wells | 0 | 0 | 0 | 0 | 0  | 0  | 0  | 0  | 0  |

### Gruppo 19
Data di gioco: 20 luglio 2022.
| N° | Giocatore    | M | V | N | P | FV | FP | DF | HB | Pt |
| -- | ------------ | - | - | - | - | -- | -- | -- | -- | -- |
| 1  | Jordan Brown | 0 | 0 | 0 | 0 | 0  | 0  | 0  | 0  | 0  |
| 2  | Mark Davis   | 0 | 0 | 0 | 0 | 0  | 0  | 0  | 0  | 0  |
| 3  | Jimmy White  | 0 | 0 | 0 | 0 | 0  | 0  | 0  | 0  | 0  |
| 4  | Ross Muir    | 0 | 0 | 0 | 0 | 0  | 0  | 0  | 0  | 0  |

### Gruppo 20
Data di gioco: 13 luglio 2022.
| N° | Giocatore      | M | V | N | P | FV | FP | DF | HB | Pt |
| -- | -------------- | - | - | - | - | -- | -- | -- | -- | -- |
| 1  | Zhou Yuelong   | 0 | 0 | 0 | 0 | 0  | 0  | 0  | 0  | 0  |
| 2  | Mark King      | 0 | 0 | 0 | 0 | 0  | 0  | 0  | 0  | 0  |
| 3  | Chang Bingyu   | 0 | 0 | 0 | 0 | 0  | 0  | 0  | 0  | 0  |
| 4  | Fergal O'Brien | 0 | 0 | 0 | 0 | 0  | 0  | 0  | 0  | 0  |

### Gruppo 21
Data di gioco: 12 luglio 2022.
| N° | Giocatore       | M | V | N | P | FV | FP | DF | HB | Pt |
| -- | --------------- | - | - | - | - | -- | -- | -- | -- | -- |
| 1  | Stephen Maguire | 0 | 0 | 0 | 0 | 0  | 0  | 0  | 0  | 0  |
| 2  | Matthew Stevens | 0 | 0 | 0 | 0 | 0  | 0  | 0  | 0  | 0  |
| 3  | Mitchell Mann   | 0 | 0 | 0 | 0 | 0  | 0  | 0  | 0  | 0  |
| 4  | Si Jiahui       | 0 | 0 | 0 | 0 | 0  | 0  | 0  | 0  | 0  |

### Gruppo 22
Data di gioco: 12 luglio 2022.
| N° | Giocatore          | M | V | N | P | FV | FP | DF | HB | Pt |
| -- | ------------------ | - | - | - | - | -- | -- | -- | -- | -- |
| 1  | Jimmy Robertson    | 0 | 0 | 0 | 0 | 0  | 0  | 0  | 0  | 0  |
| 2  | Thepchaiya Un-Nooh | 0 | 0 | 0 | 0 | 0  | 0  | 0  | 0  | 0  |
| 3  | Marco Fu           | 0 | 0 | 0 | 0 | 0  | 0  | 0  | 0  | 0  |
| 4  | Ian Martin         | 0 | 0 | 0 | 0 | 0  | 0  | 0  | 0  | 0  |

### Gruppo 23
Data di gioco: 7 luglio 2022.
| N° | Giocatore      | M | V | N | P | FV | FP | DF | HB | Pt |
| -- | -------------- | - | - | - | - | -- | -- | -- | -- | -- |
| 1  | Joe Perry      | 0 | 0 | 0 | 0 | 0  | 0  | 0  | 0  | 0  |
| 2  | Elliot Slessor | 0 | 0 | 0 | 0 | 0  | 0  | 0  | 0  | 0  |
| 3  | Lukas Kleckers | 0 | 0 | 0 | 0 | 0  | 0  | 0  | 0  | 0  |
| 4  | Rebecca Kenna  | 0 | 0 | 0 | 0 | 0  | 0  | 0  | 0  | 0  |

### Gruppo 24
Data di gioco: 28 giugno 2022.
| N° | Giocatore      | M | V | N | P | FV | FP | DF | HB  | Pt |
| -- | -------------- | - | - | - | - | -- | -- | -- | --- | -- |
| 1  | Robert Milkins | 3 | 2 | 1 | 0 | 8  | 3  | +5 | 78  | 7  |
| 2  | Andy Hicks     | 3 | 2 | 1 | 0 | 8  | 4  | +4 | 93  | 7  |
| 3  | Sanderson Lam  | 3 | 1 | 0 | 2 | 4  | 7  | -3 | 100 | 3  |
| 4  | Allan Taylor   | 3 | 0 | 0 | 3 | 3  | 9  | -6 | 54  | 0  |

### Gruppo 25
Data di gioco: 14 luglio 2022.
| N° | Giocatore    | M | V | N | P | FV | FP | DF | HB | Pt |
| -- | ------------ | - | - | - | - | -- | -- | -- | -- | -- |
| 1  | Ryan Day     | 0 | 0 | 0 | 0 | 0  | 0  | 0  | 0  | 0  |
| 2  | Pang Junxu   | 0 | 0 | 0 | 0 | 0  | 0  | 0  | 0  | 0  |
| 3  | Reanne Evans | 0 | 0 | 0 | 0 | 0  | 0  | 0  | 0  | 0  |
| 4  | Dylan Emery  | 0 | 0 | 0 | 0 | 0  | 0  | 0  | 0  | 0  |

### Gruppo 26
Data di gioco: 30 giugno 2022.
| N° | Giocatore     | M | V | N | P | FV | FP | DF | HB  | Pt |
| -- | ------------- | - | - | - | - | -- | -- | -- | --- | -- |
| 1  | Chris Wakelin | 3 | 2 | 0 | 1 | 6  | 4  | +2 | 77  | 6  |
| 2  | Tom Ford      | 3 | 1 | 1 | 1 | 6  | 5  | +1 | 76  | 4  |
| 3  | Ian Burns     | 3 | 1 | 1 | 1 | 6  | 6  | 0  | 131 | 4  |
| 4  | Anton Kazakov | 3 | 1 | 0 | 2 | 4  | 7  | -3 | 57  | 3  |

### Gruppo 27
Data di gioco: 4 luglio 2022.
| N° | Giocatore     | M | V | N | P | FV | FP | DF | HB | Pt |
| -- | ------------- | - | - | - | - | -- | -- | -- | -- | -- |
| 1  | Jamie Jones   | 0 | 0 | 0 | 0 | 0  | 0  | 0  | 0  | 0  |
| 2  | Sam Craigie   | 0 | 0 | 0 | 0 | 0  | 0  | 0  | 0  | 0  |
| 3  | David Lilley  | 0 | 0 | 0 | 0 | 0  | 0  | 0  | 0  | 0  |
| 4  | Andres Petrov | 0 | 0 | 0 | 0 | 0  | 0  | 0  | 0  | 0  |

### Gruppo 28
Data di gioco: 11 luglio 2022.
| N° | Giocatore                 | M | V | N | P | FV | FP | DF | HB | Pt |
| -- | ------------------------- | - | - | - | - | -- | -- | -- | -- | -- |
| 1  | Gary Wilson               | 0 | 0 | 0 | 0 | 0  | 0  | 0  | 0  | 0  |
| 2  | Jak Jones                 | 0 | 0 | 0 | 0 | 0  | 0  | 0  | 0  | 0  |
| 3  | Barry Pinches             | 0 | 0 | 0 | 0 | 0  | 0  | 0  | 0  | 0  |
| 4  | non conosciuta (bandiera) | 0 | 0 | 0 | 0 | 0  | 0  | 0  | 0  | 0  |

### Gruppo 29
Data di gioco: 1º luglio 2022.
| N° | Giocatore    | M | V | N | P | FV | FP | DF | HB | Pt |
| -- | ------------ | - | - | - | - | -- | -- | -- | -- | -- |
| 1  | Lu Ning      | 0 | 0 | 0 | 0 | 0  | 0  | 0  | 0  | 0  |
| 2  | Oliver Lines | 0 | 0 | 0 | 0 | 0  | 0  | 0  | 0  | 0  |
| 3  | Chen Zifan   | 0 | 0 | 0 | 0 | 0  | 0  | 0  | 0  | 0  |
| 4  | John Astley  | 0 | 0 | 0 | 0 | 0  | 0  | 0  | 0  | 0  |

### Gruppo 30
Data di gioco: 6 luglio 2022.
| N° | Giocatore      | M | V | N | P | FV | FP | DF | HB | Pt |
| -- | -------------- | - | - | - | - | -- | -- | -- | -- | -- |
| 1  | Graeme Dott    | 0 | 0 | 0 | 0 | 0  | 0  | 0  | 0  | 0  |
| 2  | Lyu Haotian    | 0 | 0 | 0 | 0 | 0  | 0  | 0  | 0  | 0  |
| 3  | Fraser Patrick | 0 | 0 | 0 | 0 | 0  | 0  | 0  | 0  | 0  |
| 4  | Haydon Pinhey  | 0 | 0 | 0 | 0 | 0  | 0  | 0  | 0  | 0  |

### Gruppo 31
Data di gioco: 29 giugno 2022.
| N° | Giocatore        | M | V | N | P | FV | FP | DF | HB  | Pt |
| -- | ---------------- | - | - | - | - | -- | -- | -- | --- | -- |
| 1  | Anthony Hamilton | 3 | 2 | 1 | 0 | 8  | 3  | +5 | 130 | 7  |
| 2  | Noppon Saengkham | 3 | 2 | 0 | 1 | 7  | 4  | +3 | 90  | 6  |
| 3  | Ashley Hugill    | 3 | 0 | 2 | 1 | 5  | 7  | -2 | 65  | 2  |
| 4  | Steven Hallworth | 3 | 0 | 1 | 2 | 2  | 8  | -6 | 96  | 1  |

### Gruppo 32
Data di gioco: 5 luglio 2022.
| N° | Giocatore              | M | V | N | P | FV | FP | DF | HB | Pt |
| -- | ---------------------- | - | - | - | - | -- | -- | -- | -- | -- |
| 1  | Xiao Guodong           | 0 | 0 | 0 | 0 | 0  | 0  | 0  | 0  | 0  |
| 2  | Scott Donaldson        | 0 | 0 | 0 | 0 | 0  | 0  | 0  | 0  | 0  |
| 3  | Nutcharut Wongharuthai | 0 | 0 | 0 | 0 | 0  | 0  | 0  | 0  | 0  |
| 4  | Rod Lawler             | 0 | 0 | 0 | 0 | 0  | 0  | 0  | 0  | 0  |

## Fase 2

### Gruppo A
| N° | Giocatore | M | V | N | P | FV | FP | DF | HB | Pt |
| -- | --------- | - | - | - | - | -- | -- | -- | -- | -- |
| 1  |           |   |   |   |   |    |    |    |    |    |
| 2  |           |   |   |   |   |    |    |    |    |    |
| 3  |           |   |   |   |   |    |    |    |    |    |
| 4  |           |   |   |   |   |    |    |    |    |    |

### Gruppo B
| N° | Giocatore | M | V | N | P | FV | FP | DF | HB | Pt |
| -- | --------- | - | - | - | - | -- | -- | -- | -- | -- |
| 1  |           |   |   |   |   |    |    |    |    |    |
| 2  |           |   |   |   |   |    |    |    |    |    |
| 3  |           |   |   |   |   |    |    |    |    |    |
| 4  |           |   |   |   |   |    |    |    |    |    |

### Gruppo C
| N° | Giocatore | M | V | N | P | FV | FP | DF | HB | Pt |
| -- | --------- | - | - | - | - | -- | -- | -- | -- | -- |
| 1  |           |   |   |   |   |    |    |    |    |    |
| 2  |           |   |   |   |   |    |    |    |    |    |
| 3  |           |   |   |   |   |    |    |    |    |    |
| 4  |           |   |   |   |   |    |    |    |    |    |

### Gruppo D
| N° | Giocatore | M | V | N | P | FV | FP | DF | HB | Pt |
| -- | --------- | - | - | - | - | -- | -- | -- | -- | -- |
| 1  |           |   |   |   |   |    |    |    |    |    |
| 2  |           |   |   |   |   |    |    |    |    |    |
| 3  |           |   |   |   |   |    |    |    |    |    |
| 4  |           |   |   |   |   |    |    |    |    |    |

### Gruppo E
| N° | Giocatore | M | V | N | P | FV | FP | DF | HB | Pt |
| -- | --------- | - | - | - | - | -- | -- | -- | -- | -- |
| 1  |           |   |   |   |   |    |    |    |    |    |
| 2  |           |   |   |   |   |    |    |    |    |    |
| 3  |           |   |   |   |   |    |    |    |    |    |
| 4  |           |   |   |   |   |    |    |    |    |    |

### Gruppo F
| N° | Giocatore | M | V | N | P | FV | FP | DF | HB | Pt |
| -- | --------- | - | - | - | - | -- | -- | -- | -- | -- |
| 1  |           |   |   |   |   |    |    |    |    |    |
| 2  |           |   |   |   |   |    |    |    |    |    |
| 3  |           |   |   |   |   |    |    |    |    |    |
| 4  |           |   |   |   |   |    |    |    |    |    |

### Gruppo G
| N° | Giocatore | M | V | N | P | FV | FP | DF | HB | Pt |
| -- | --------- | - | - | - | - | -- | -- | -- | -- | -- |
| 1  |           |   |   |   |   |    |    |    |    |    |
| 2  |           |   |   |   |   |    |    |    |    |    |
| 3  |           |   |   |   |   |    |    |    |    |    |
| 4  |           |   |   |   |   |    |    |    |    |    |

### Gruppo H
| N° | Giocatore | M | V | N | P | FV | FP | DF | HB | Pt |
| -- | --------- | - | - | - | - | -- | -- | -- | -- | -- |
| 1  |           |   |   |   |   |    |    |    |    |    |
| 2  |           |   |   |   |   |    |    |    |    |    |
| 3  |           |   |   |   |   |    |    |    |    |    |
| 4  |           |   |   |   |   |    |    |    |    |    |

## Fase 3

### Gruppo 1
| N° | Giocatore | M | V | N | P | FV | FP | DF | HB | Pt |
| -- | --------- | - | - | - | - | -- | -- | -- | -- | -- |
| 1  |           |   |   |   |   |    |    |    |    |    |
| 2  |           |   |   |   |   |    |    |    |    |    |
| 3  |           |   |   |   |   |    |    |    |    |    |
| 4  |           |   |   |   |   |    |    |    |    |    |

### Gruppo 2
| N° | Giocatore | M | V | N | P | FV | FP | DF | HB | Pt |
| -- | --------- | - | - | - | - | -- | -- | -- | -- | -- |
| 1  |           |   |   |   |   |    |    |    |    |    |
| 2  |           |   |   |   |   |    |    |    |    |    |
| 3  |           |   |   |   |   |    |    |    |    |    |
| 4  |           |   |   |   |   |    |    |    |    |    |

## Finale
| Finale (Al meglio dei 5 frames) Morningside Arena, Leicester, 29 luglio 2022. Arbitro: |  |                           |
| non conosciuta (bandiera)                                                              |  | non conosciuta (bandiera) |
|                                                                                        |  |                           |
|                                                                                        |  |                           |

## Century breaks
Durante il corso del torneo sono stati realizzati 8 century breaks.
| N° | Giocatore        | Century breaks | Miglior break |
| -- | ---------------- | -------------- | ------------- |
| 1  | Ian Burns        | 2              | 131           |
| 2  | Anthony Hamilton | 2              | 130           |
| 3  | Zhao Xintong     | 2              | 105           |
| =  | Aaron Hill       | 1              | 101           |
| =  | Sanderson Lam    | 1              | 100           |